# Abdu Shaher
Abdu Shaher est un karatéka britannique surtout connu pour avoir remporté l'épreuve de kumite individuel masculin moins de 60 kilos aux championnats du monde de karaté 1988 organisés au Caire, en Égypte.

## Résultats
| Résultat           | Date         | Épreuve                   | Catégorie | Compétition                | Ville hôte              |
| ------------------ | ------------ | ------------------------- | --------- | -------------------------- | ----------------------- |
| Médaille d'argent  | 1984         | Kumite individuel - 60 kg | Seniors   | Championnats d'Europe 1984 | Paris, en France        |
| Médaille de bronze | 1985         | Kumite individuel - 60 kg | Seniors   | Jeux mondiaux 1985         | Londres, au Royaume-Uni |
| Médaille de bronze | 1987         | Kumite individuel - 60 kg | Seniors   | Championnats d'Europe 1987 | Glasgow, au Royaume-Uni |
| Médaille d'or      | 1988         | Kumite individuel - 60 kg | Seniors   | Championnats du monde 1988 | Le Caire, en Égypte     |
| Médaille de bronze | Juillet 1989 | Kumite individuel - 60 kg | Seniors   | Jeux mondiaux 1989         | Karlsruhe, en Allemagne |